# محمد خدا بنده
أبُو ٱلمُظفَّر ٱلْسُّلْطَانُ مُحَمَّد خُدَا بَندَه شَاه بنُ ٱلْشَّاهِ طَهمَاسب ٱلْصّفَويّ بَهَادُر خَان شَاهِنشَاهُ فَارِس (بالفارسية: ابوالمظفر سلطان محمد خدا بنده شاه بن شاه طهماسب الصفوی بهادرخان شاهنشاه فارس) (1531 - يوليو 1595) المشهور اختصارًا بِـ«محمد خدا بنده»، هو الشاه الرابع للدولة الصفوية وقد حكم البلاد مِن سنة 985هـ المُوافقة لِسنة 1578م إلى سنة 995هـ المُوافقة لِسنة 1587م. سُمِّي بِـ«خدا بنده» وهي كلمة فارسيَّة مُكوَّنة مِن «خدا» ومعناها «الله»، و«بنده» ومعناها «عبد»، فيكون معنى الاسم «عبد الله». والده هو الشاه طهماسب الأول، وأخوه هو الشاه إسماعيل الثاني وجده هو الشاه إسماعيل الأول مؤسس الدولة الصفوية.

## نبذه عن حياته
بعد وفاة والده عام 1576، تم التنازل عن خوداباندا لصالح أخيه الأصغر إسماعيل الثاني . كان خوداباندا مصابًا في عينه جعله شبه أعمى، وبالتالي وفقًا للثقافة الملكية الفارسية، لم يتمكن من التنافس على العرش. ومع ذلك، بعد فترة حكم إسماعيل الثاني القصيرة والدموية، ظهر خوداباندا باعتباره الوريث الوحيد، وهكذا بدعم من قبائل قيزلباش أصبح شاهًا في عام 1578.
تميز عهد خوداباندا بالضعف المستمر للتاج والاقتتال القبلي كجزء من الحرب الأهلية الثانية في العصر الصفوي. من الشخصيات المهمة في السنوات الأولى من حكم خوداباندا زوجته خير النساء بيجوم، التي ساعدت في تأمين حكم زوجها. إلا أن جهودها لتوطيد السلطة المركزية أثارت معارضة من قبائل قيزلباش القوية، التي قتلتها عام 1579. وقد وُصف خوداباندا بأنه "رجل ذو أذواق راقية ولكنه ضعيف الشخصية". ونتيجة لذلك، اتسم عهد خوداباندا بالانقسامات الحزبية، حيث انضمت القبائل الكبرى إلى أبناء خوداباندا وورثته المستقبليين. سمحت هذه الفوضى الداخلية للقوى الأجنبية، وخاصة الدولة العثمانية المنافسة والمجاورة، بتحقيق مكاسب إقليمية، بما في ذلك الاستيلاء على العاصمة القديمة تبريز في عام 1585. وأُطيح بخوداباندا أخيرًا في انقلاب لصالح ابنه شاه عباس الأول.